# Fuzzy Door Productions
Fuzzy Door Productions, Inc. è una casa di produzione cinematografica e televisiva americana fondata da Seth MacFarlane nel 1998.   
Le produzioni dell'azienda includono le serie animate I Griffin, American Dad! , lo spin-off de I Griffin, The Cleveland Show e la sitcom live-action The Winner.

## Storia
Fondata come parte dei 20th Century Studios da Seth MacFarlane, la società ha firmato un accordo con NBCUniversal nel 2020, successivamente basando la sua sede presso gli Universal City Studios a Universal City, e nominando Erica Huggins presidente nello stesso anno. Il nome dell'azienda, Fuzzy Door, deriva dalla porta ricoperta di finta pelliccia con stampa leopardata della casa in cui viveva MacFarlane quando frequentava la Rhode Island School of Design come studente universitario. La casa stessa era anche soprannominata Fuzzy Door durante la residenza di MacFarlane ed era il luogo di molte feste "Fuzzy Door". Il logo dell'azienda è stato disegnato da Cory Brookes, un amico e coinquilino di MacFarlane nella residenza Fuzzy Door.

## Filmografia

### Produzione

#### Televisione
- I Griffin (Family Guy) – serie animata, 419 episodi (1999-in corso)
- American Dad! – serie animata, 366 episodi (2005-in corso)
- The Winner – serie TV, 6 episodi (2007)
- The Cleveland Show – serie animata, 88 episodi (2009-2013)
- Dads  – serie TV, 19 episodi (2013-2014)
- Cosmos: Odissea nello spazio (Cosmos: A Spacetime Odyssey) –  serie TV, 26 episodi (2014-2020)
- Blunt Talk – serie TV, 20 episodi (2015-2016)
- Bordertown – serie animata, 13 episodi (2016)
- The Orville – serie TV, 36 episodi (2017-in corso)
- The Long Road Home –miniserie TV, 8 episodi (2017)
- Cosmos: Possible Worlds – serie TV, 13 episodi (2020)
- The End is Nye – serie TV, 6 episodi (2022)
- Ted – miniserie TV, 7 episodi (2024- in corso)

#### Cinema
- La storia segreta di Stewie Griffin (Stewie Griffin: The Untold Story), regia di Pete Michels (2005)
- Ted, regia di Seth MacFarlane (2012)
- Un milione di modi per morire nel West (A Million Ways to Die in the West), regia di Seth MacFarlane (2014)
- Ted 2, regia di Seth MacFarlane (2015)
- Books of Blood, regia di Brannon Braga (2020)

#### Cortometraggi
- Inside the CIA, regia di Seth MacFarlane (2015)

## Discografia
- Seth MacFarlane – No One Ever Tells You (2015)
- Seth MacFarlane  – In Full Swing (2017)
- Seth MacFarlane  – Once In A While (2019)
- Seth MacFarlane  – Great Songs from Stage & Screen (2020)
- Seth MacFarlane  – Blue Skies (2022)
- Seth MacFarlane, Liz Gillies – We Wish You The Merriest (2023)